# Новая кровь
«Но́вая кровь» — третий студийный альбом, но первый мини-альбом российской хеви-метал группы «Эпоха», который вышел на лейбле Metalism Records 4 октября 2013 года.

## Список композиций
| №                   | Название                                     | Текст песни         | Музыка                   | Длительность |
| ------------------- | -------------------------------------------- | ------------------- | ------------------------ | ------------ |
| 1.                  | «Эпоха»                                      | —                   |                          | 1:19         |
| 2.                  | «Век металла» (True version)                 |                     |                          | 3:43         |
| 3.                  | «Пять минут - исповедь палача» (New version) |                     |                          | 5:41         |
| 4.                  | «Хранитель» (Маврин cover)                   | М. Пушкина          | С. Маврин                | 3:33         |
| 5.                  | «Только ты сам» (Мастер cover)               | С. Попов            | А. Грановский            | 4:03         |
| 6.                  | «Песни о...» (Чёрный обелиск cover)          | Д.Борисенков        | Чёрный обелиск           | 3:03         |
| 7.                  | «Ночь короче дня» (Ария cover)               | М. Пушкина          | В. Дубинин, В. Холстинин | 5:55         |
| Общая длительность: | Общая длительность:                          | Общая длительность: | Общая длительность:      | 27:17        |

## Участники записи
- Мак Лауд — вокал
- Михаил Нахимович — вокал
- Петер Ович — гитара
- Игорь «Воланд» Кортышёв — бас-гитара
- Макс Мирт — ударные
- Леонид Архипов — клавишные